# زیگمار وتسلیش
زیگمار وتسلیش (به آلمانی: Siegmar Wätzlich) بازیکن فوتبال و مدافع اهل آلمان شرقی بود که از سال ۱۹۷۲ میلادی عضو تیم ملی فوتبال آلمان شرقی بوده‌است. وی در ۲۴ بازی ملی حضور داشته و در بازی‌های ملی‌اش گلی به ثمر نرساند. زیگمار وتسلیش آخرین بازی ملی خود را در سال ۱۹۷۵ میلادی انجام داد. وی در ۱۸ آوریل ۲۰۱۹ درگذشت.